# Aeropuerto Internacional de Bania Luka
El Aeropuerto Internacional de Bania Luka (en serbio: Međunarodni Aerodrom Banja Luka, cirílico:Међународни аеродром Бања Лука), (IATA: BNX, OACI: LQBK), también conocido como Aeropuerto de Mahovljani, por su proximidad a la aldea del mismo nombre, es un aeropuerto situado a 23 km de la ciudad de Bania Luka, la sede administrativa de la República Srpska y la segunda ciudad más grande de Bosnia y Herzegovina. El aeropuerto recibió 17.622 personas en el año 2006, lo que supuso una disminución del 16% en comparación con 2005.

## Historia
La construcción del aeropuerto de Bania Luka se inició en 1976. De acuerdo con los planes de desarrollo, fue programado como un aeropuerto de importancia secundaria, limitada a vuelos nacionales en el territorio de la República Federal Socialista de Yugoslavia. 
Después de la agitación política y territorial en la antigua Yugoslavia, los Acuerdos de Dayton establecieron la República Srpska como entidad de Bosnia y Herzegovina, con Bania Luka como capital, lo que concedió a su aeropuerto nueva importancia y una función completamente diferente. El Aeropuerto Internacional de Bania Luka se reabrió al tráfico aéreo civil el 18 de noviembre de 1997, tras la guerra de Bosnia. 
De 1999 a 2003, el aeropuerto sirvió como el principal centro de operaciones de Air Srpska, la aerolínea de bandera oficial de la República Srpska. La compañía fue fundada por Jat Airways y el gobierno de la República Srpska. Lamentablemente, la empresa cesó en sus operaciones en 2003, después de un gran aumento de su deuda, y la retirada de Jat Airlines como inversora. Existen planes de fundar una nueva compañía aérea, Sky Srpska, ubicada en el aeropuerto de Bania Luka. 
El aeropuerto fue construido en la zona de los municipios de Laktaši y Gradiška, en un amplio valle del río Vrbas, expandiéndose hasta la conocida Lijevče Polje, y se encuentra conectado a la nueva autopista Bania Luka-Gradiska.

## Vuelos
Durante varios años, este aeropuerto tuvo vuelos de conexión de Bania Luka con Belgrado, Zürich, Viena y Tivat, en su mayoría operados por Air Srpska, que fue la compañía aérea con sede en el aeropuerto. 
Desde 2003, el aeropuerto es operado por B&H Airlines, que ofrece vuelos directos a Sarajevo y Zürich, junto con vuelos chárter a Antalya durante el verano. 
El aeropuerto también está viendo un aumento en el interés de las compañías aéreas extranjeras, tales como Ryanair, easyJet, Wizz Air y Austrian Airlines. Desde el 9 de noviembre de 2007, Jat Airways, la aerolínea de bandera de Serbia reanudó sus vuelos entre el Aeropuerto de Belgrado-Nikola Tesla y el Aeropuerto Internacional de Bania Luka después de una pausa de 2 años. 
Austrojet tendrá una nueva ruta de vuelo (Salzburgo - Stuttgart - Salzburgo - Bania Luka - Tivat - Bania Luka - Salzburgo - Stuttgart - Salzburgo) 3 veces por semana.

## Aerolíneas y destinos
| Aerolíneas        | Destinos |
| ----------------- | --- |
| Aegean Airlines   | Chárter estacional: Atenas                                                                                    |
| Air Cairo         | Estacional: Hurghada                                                                                          |
| Air Serbia        | Belgrado |
| Freebird Airlines | Chárter estacional: Antalya                                                                                   |
| Nouvelair         | Chárter estacional: Monastir                                                                                  |
| Ryanair           | Charleroi, Gotemburgo, Karlsruhe/Baden-Baden (inicia 1 de abril de 2024), Memmingen, Estocolmo–Arlanda, Viena |
| Tailwind Airlines | Chárter estacional: Antalya                                                                                   |
| Wizz Air          | Basilea/Mulhouse, Dortmund                                                                                    |